# Reprezentacja Nowej Zelandii na Mistrzostwach Świata w Narciarstwie Klasycznym 2007
Reprezentacja Nowej Zelandii na Mistrzostwach Świata w Narciarstwie Klasycznym 2007 liczyła 3 sportowców. Najlepszym wynikiem było 65. miejsce Samanthy Bondarenko w sprincie kobiet.

## Medale

### Złote medale
Brak

### Srebrne medale
Brak

### Brązowe medale
Brak

## Wyniki

### Biegi narciarskie mężczyzn
Bieg na 15 km
- Nat Anglem - 101. miejsce

### Biegi narciarskie kobiet
Sprint
- Samantha Bondarenko - 65. miejsce

Bieg na 10 km
- Samantha Bondarenko - 67. miejsce

Bieg na 15 km
- Samantha Bondarenko - nie ukończyła

Bieg na 30 km
- Samantha Bondarenko - nie ukończyła